# Resolutie 825 Veiligheidsraad Verenigde Naties
Resolutie 825 van de Veiligheidsraad van de Verenigde Naties is door de VN-Veiligheidsraad
aangenomen op 11 mei 1993. Afgezien de onthoudingen van China
en Pakistan stemden alle leden voor de resolutie.

## Achtergrond
In 1948 werd de communistische staat Noord-Korea opgericht. Ondanks de armoede van haar
bevolking houdt het land een enorm leger op de been. Het startte een kernwapenprogramma en heeft inmiddels
de beschikking over kernwapens.

## Inhoud
De Veiligheidsraad:
- Overwoog de brief van de Democratische Volksrepubliek Korea (Noord-Korea; DPRK) over diens intentie om zich terug te trekken uit het Non-proliferatieverdrag over Kernwapens.
- Herinnert aan de verklaring waarin de leden van de Raad alle inspanningen om de situatie op te lossen verwelkomden en het IAEA aanmoedigden de consultaties met de DPRK voort te zetten.
- Bemerkt het belang van het Verdrag dat een belangrijke bijdrage kan leveren aan de wereldvrede.
- Herinnert aan de gezamenlijke verklaring van Noord- en Zuid-Korea over de denuclearisatie van het schiereiland.
- Bemerkt dat de DPRK partij is van het Verdrag.
- Overwoog de bevinding van het IAEA dat de DPRK in overtreding is met het Verdrag.
- Bemerkt het antwoord van de DPRK aan het IAEA dat aandrong op consultaties en dat de DPRK bereid is te onderhandelen.
- Verwelkomt de tekenen van verbeterde samenwerking tussen de DPRK en het IAEA.

1. Roept de DPRK op haar verbintenis aan het Verdrag alsnog te bevestigen.
2. Roept de DPRK verder op haar verplichtingen onder het Verdrag na te komen.
3. Vraagt het IAEA verdere consultaties te houden met de DPRK om de kwestie op te lossen.
4. Dringt bij alle lidstaten aan om de DPRK aan te moedigen positief te antwoorden op deze resolutie.
5. Besluit op de hoogte te blijven en als nodig verder acties te overwegen.

## Verwante resoluties
- Resolutie 255 Veiligheidsraad Verenigde Naties (1968)
- Resolutie 699 Veiligheidsraad Verenigde Naties (1991)
- Resolutie 984 Veiligheidsraad Verenigde Naties (1995)

Lijst ·  800 ·  801 ·  802 ·  803 ·  804 ·  805 ·  806 ·  807 ·  808 ·  809 ·  810 ·  811 ·  812 ·  813 ·  814 ·  815 ·  816 ·  817 ·  818 ·  819 ·  820 ·  821 ·  822 ·  823 ·  824 ·  825 ·  826 ·  827 ·  828 ·  829 ·  830 ·  831 ·  832 ·  833 ·  834 ·  835 ·  836 ·  837 ·  838 ·  839 ·  840 ·  841 ·  842 ·  843 ·  844 ·  845 ·  846 ·  847 ·  848 ·  849 ·  850 ·  851 ·  852 ·  853 ·  854 ·  855 ·  856 ·  857 ·  858 ·  859 ·  860 ·  861 ·  862 ·  863 ·  864 ·  865 ·  866 ·  867 ·  868 ·  869 ·  870 ·  871 ·  872 ·  873 ·  874 ·  875 ·  876 ·  877 ·  878 ·  879 ·  880 ·  881 ·  882 ·  883 ·  884 ·  885 ·  886 ·  887 ·  888 ·  889 ·  890 ·  891 ·  892